# Église Saint-Victor de Obdam
L'église Saint-Victor ( en néerlandais: Sint-Victorkerk ) est une église néo-romane et néo-gothique de la fin du XIXe siècle située dans la ville de Obdam aux Pays-Bas. L'église est dédiée à Saint Victor.

## Histoire

### Origine
L'église est construite par l'architecte Adrien Bleijs entre 1891 et 1892 pour remplacer une petite église déjà existante. 
D'inspiration néo-romane et néo-gothique, l'architecture se distingue par sa relative sobriété, avec une tour rectangulaire de 45 mètres de haut.
Les deux cloches et les fonts baptismaux sont hérités de l'ancienne église. 
L'église Saint Victor fut consacrée le 25 juillet 1892 par l'évêque de Haarlem.

### Structure
- Longueur : 40 mètres.
- Largeur : 16,30 mètres.
- Hauteur plafond : 13 mètres.

### Œuvres
Elle abrite sept grands tableaux, dont cinq inspirés de scènes de l'Ancien Testament.

### Plus belle église d'Hollande-Septentrionale
En 2008, le journal Noordhollands Dagblad organise une élection de la plus belle église d'Hollande-Septentrionale, et c'est la paroisse de Saint-Victor qui est désignée.

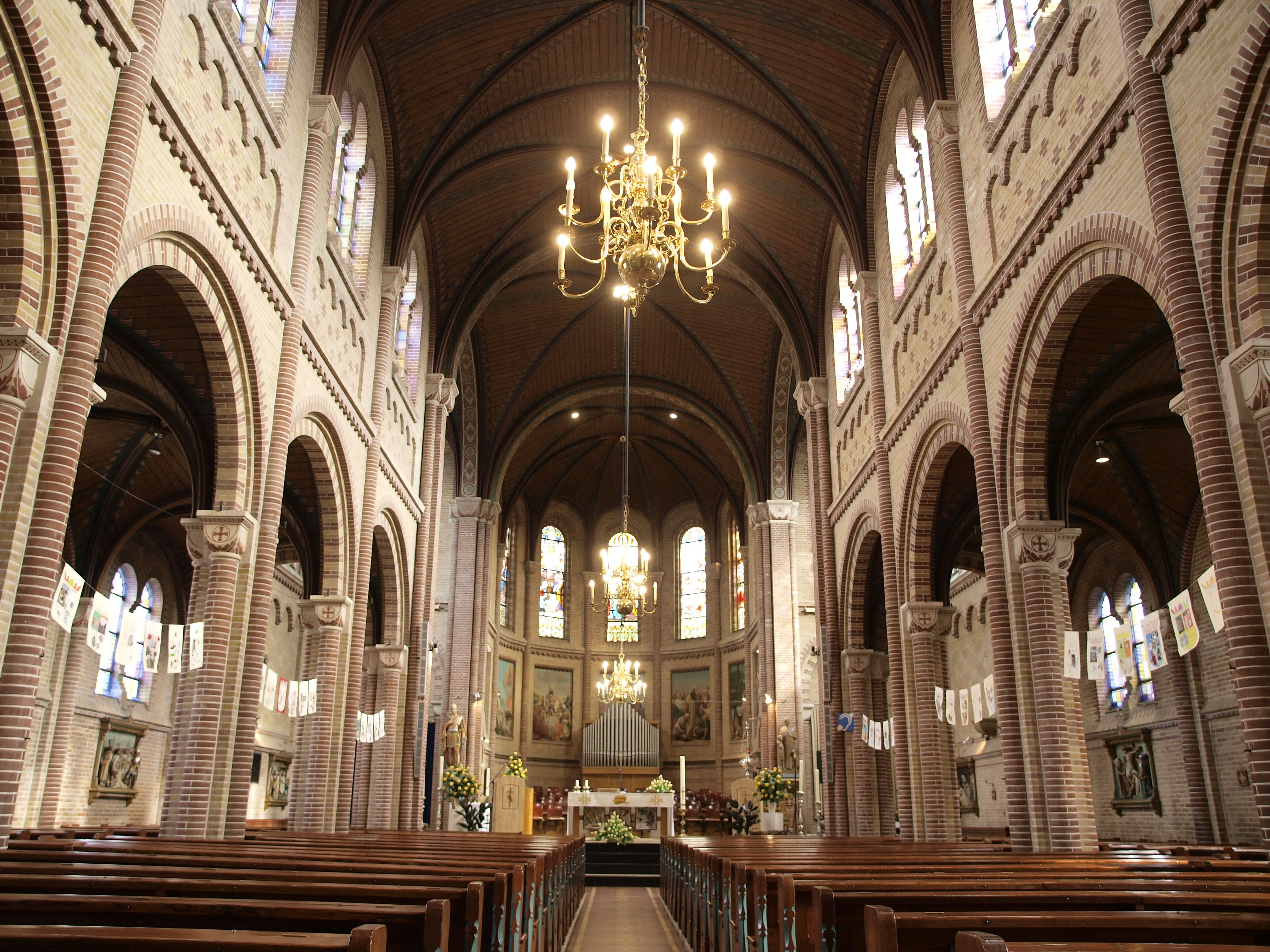
Structure interne de Saint-Victor
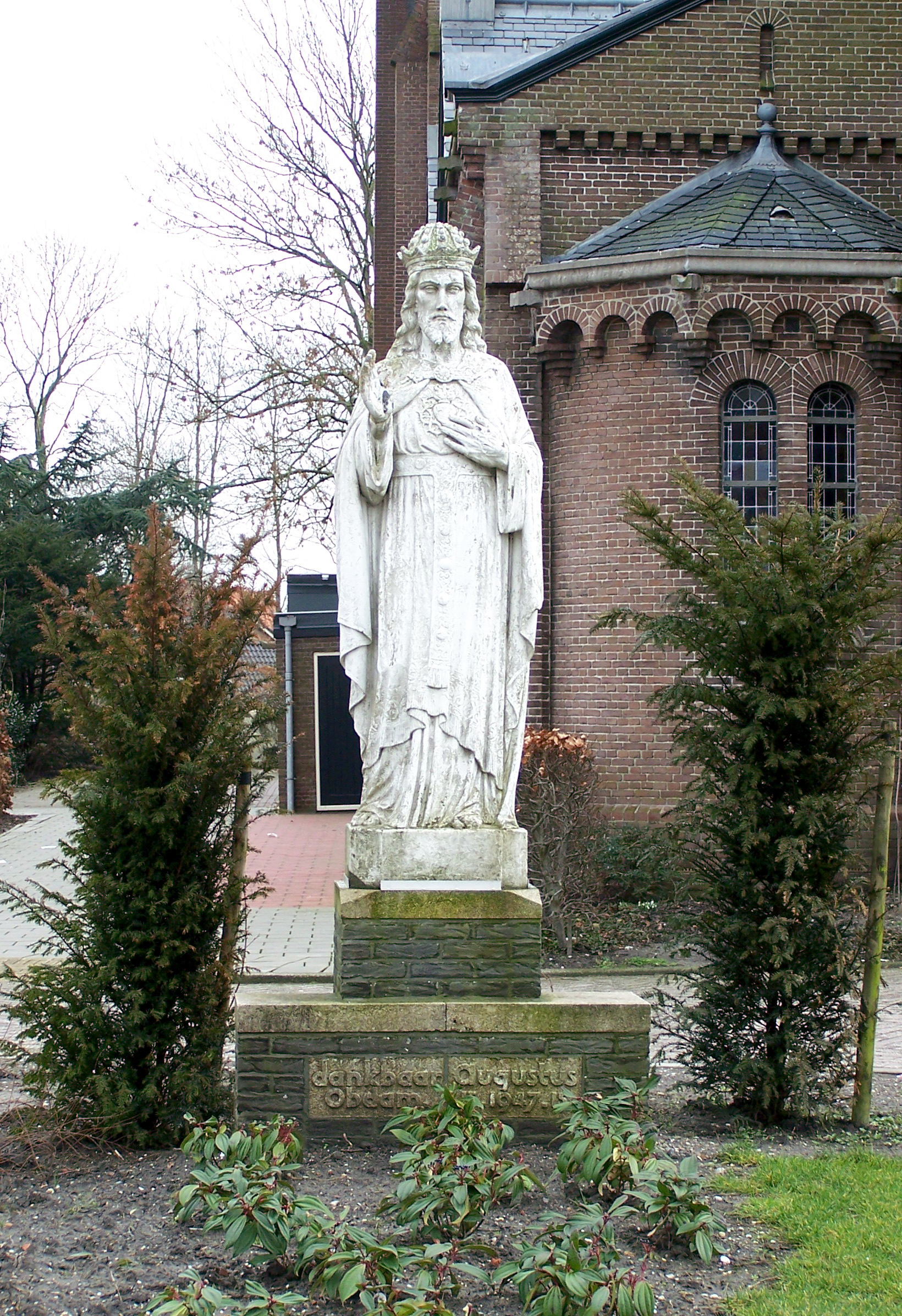
Sculpture de Jésus par Johannes Petrus Maas
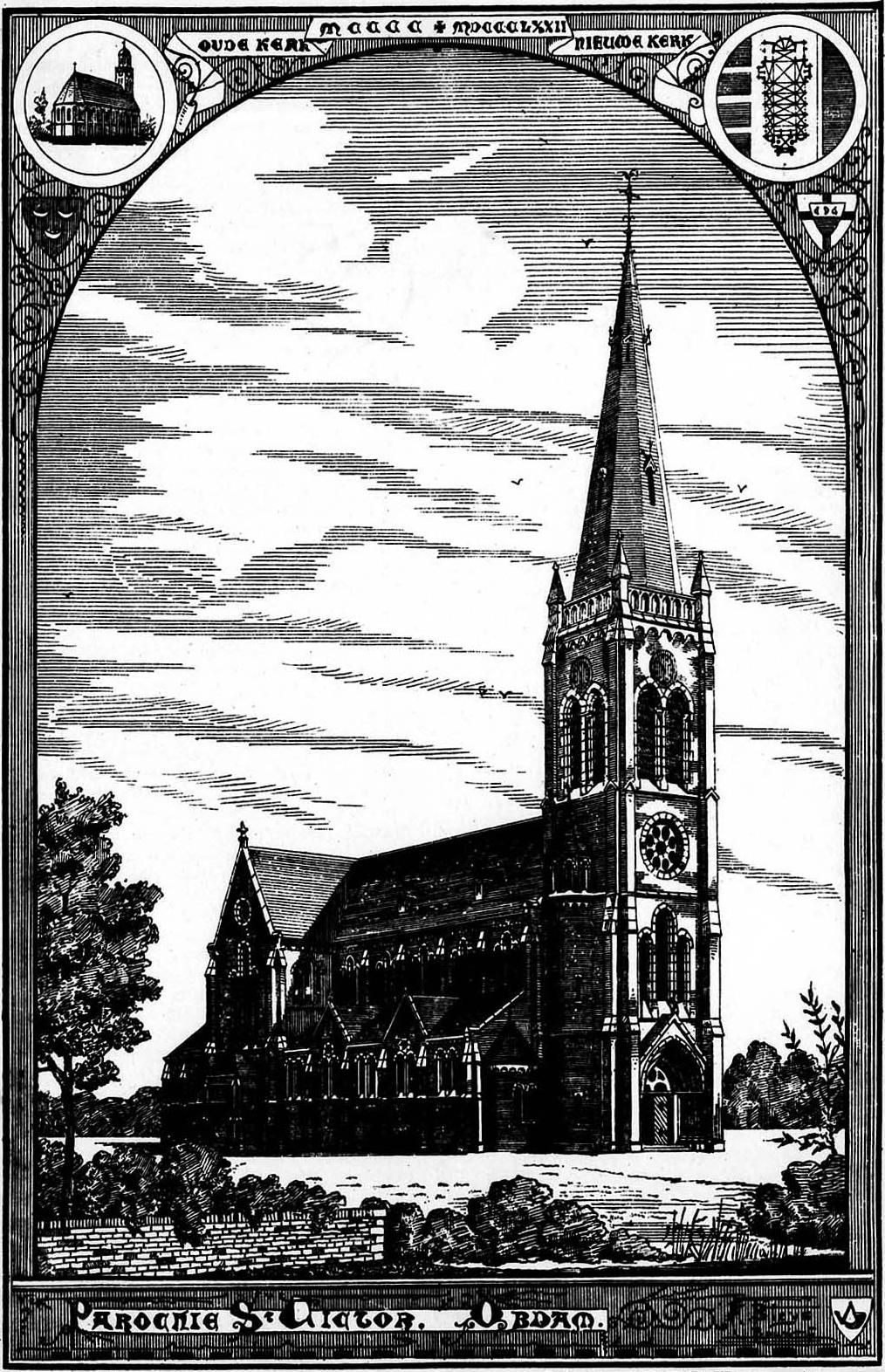
Église catholique de Saint-Victor